# Stelis decurva
Stelis decurva är en orkidéart som beskrevs av Carlyle August Luer. Stelis decurva ingår i släktet Stelis och familjen orkidéer. Inga underarter finns listade i Catalogue of Life.